# Rhionaeschna brevicercia
Rhionaeschna brevicercia là loài chuồn chuồn trong họ Aeshnidae. Loài này được Muzón & von Ellenrieder mô tả khoa học đầu tiên năm 2001.